# Chhukha
Chhukha sau Chukha este un oraș  în  partea de sud-vest a Bhutanului, pe râul Wangchu. Este reședința districtului Chhukha.